# Goldener Riss

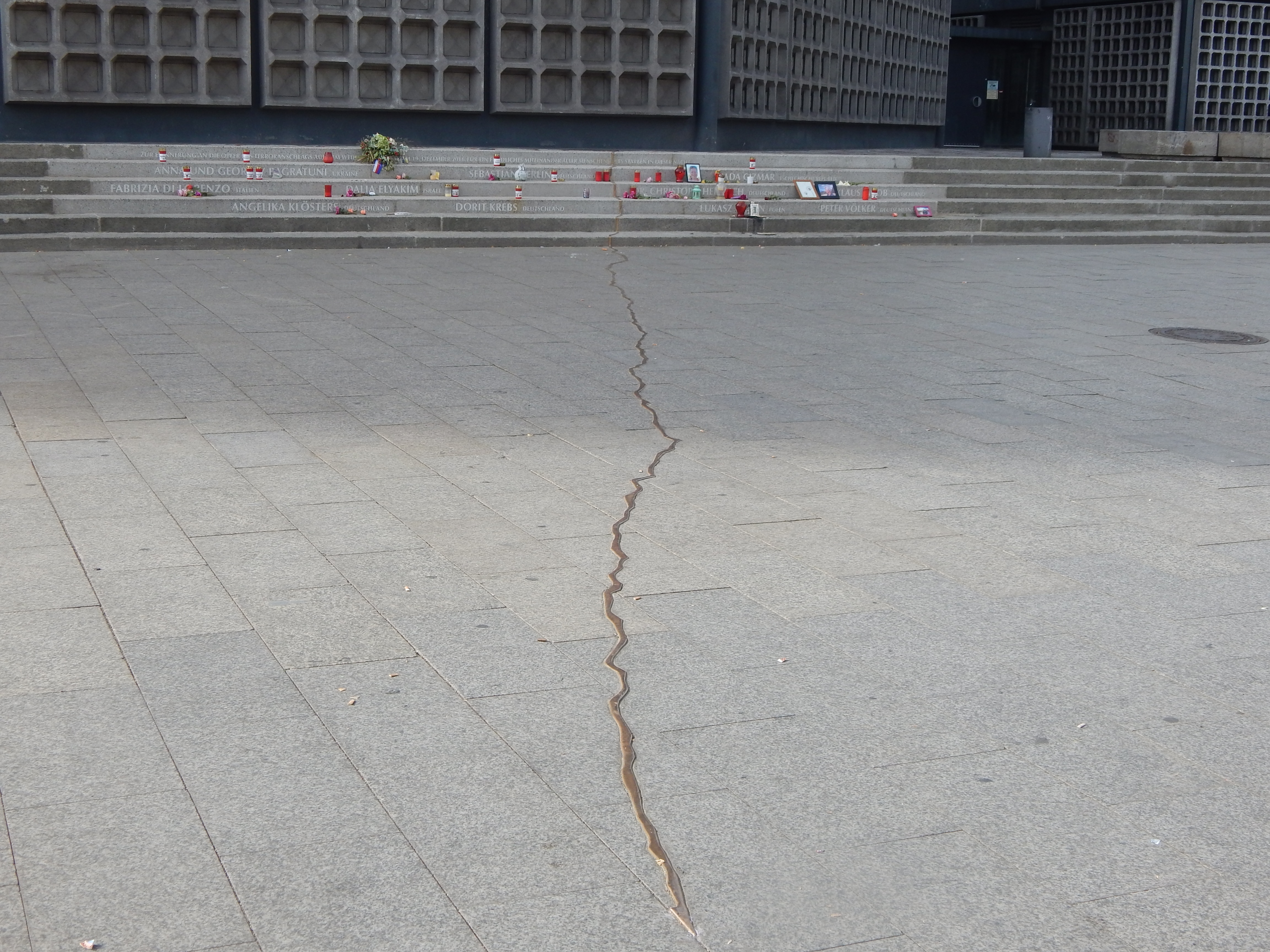
Goldener Riss

Der Goldene Riss ist ein Denkmal, Mahnmal und eine Gedenkstätte für die Opfer des islamistischen Anschlags auf den Berliner Weihnachtsmarkt an der Gedächtniskirche auf dem Breitscheidplatz im Berliner Ortsteil Charlottenburg.

## Geschichte und Beschreibung
Am ersten Jahrestag des Anschlags, dem 19. Dezember 2017, wurde der 17 Meter lange Goldene Riss eingeweiht. An der Einweihung nahmen die Hinterbliebenen der Opfer, Bundespräsident Frank-Walter Steinmeier, Bundeskanzlerin Angela Merkel sowie Berlins Bürgermeister Michael Müller teil.
Es ist ein mit goldfarbener Legierung aufgefüllter Riss, der einen Teil des mit Granitplatten belegten Bodens auf dem Breitscheidplatz sowie die anschließende Treppe durchzieht und extra für diese Erinnerungsstätte aufgebrochen wurde. Auf den vorderen Stufen des Treppenaufgangs zur Kaiser-Wilhelm-Gedächtniskirche ist folgende Inschrift angebracht: „Zur Erinnerung an die Opfer des Terroranschlags am 19. Dezember 2016. Für ein friedliches Miteinander aller Menschen“. Der Entwurf für den Goldenen Riss kam vom Designerbüro Merz Merz. Zusätzlich sind die Namen aller Opfer an den Stirnseiten der Treppe mit weißen Buchstaben eingraviert: Vorname, Zuname und Herkunftsland.